# Елеонора Велика
«Елеонора Велика» (англ. Eleanor the Great) — американський незалежний драматичний кінофільм, режисерський дебют Скарлетт Йоганссон. Головні ролі виконали 95-річна Джун Сквібб і Ерін Мей Келліман. Прем'єра фільму відбулась 20 травня 2025 року в програмі «Особливий погляд» 78-го Каннського кінофестивалю, де він був сприйнятий неоднозначно, проте переважно позитивно.

## Сюжет
У 94-річної Елеонори помирає найкраща подруга, після чого та вирішує налагодити своє життя, переїхавши з Флориди до Нью-Йорку, де живуть її донька та онук. Там вона знайомиться з 19-річною Ніною, студенткою факультету журналістики, з якою розпочинає дружні відносини.

## У ролях
- Джун Сквібб — Елеонора Моргенштейн
- Ерін Мей Келліман — Ніна
- Чиветел Еджіофор — Роджер, телеведучий, батько Ніни
- Джессіка Хект — Ліза, донька Елеонори
- Ріта Зохар — Бессі

## Створення
Про початок роботи над фільмом було оголошено у вересні 2023 року. Скарлетт Йоганссон говорила: «Сценарій був настільки зворушливим, з таким потенціалом, що, на свій подив, я відчула неабияку впевненість, що подужаю його реалізацію». Джун Сквібб, яка виконала всього лиш другу головну роль у своїй 70-річній кар'єрі, говорила про режисерку:
|  | З її акторським досвідом вона завжди знала, що я роблю, куди прямую і наскільки я непостійна. ... Я працювала з чудовими режисерами, у яких не було таких знань, як у Скарлетт, тому цей досвід був справді особливим. |

Деякі сюжетні деталі фільму є автобіографічними — бабуся сценаристки Торі Кеймен також переїхала з Флориди до Мангеттену у 95-річному віці, проживши там до своєї смерті у 99 років. Сценарій був написаний спеціально під Джун Сквібб: «Тільки вона мала грати у нас. Нам дуже пощастило, що вона погодилась» — казала Кеймен.
Знімальний процес проходив з лютого по квітень 2024 року в Нью-Йорку, зокрема в Коні-Айленді. Операторкою фільму виступила француженка Елен Лувар, музику написав номінант на премію «Оскар» Дастін О'Геллоран. Оскільки сюжет охоплює тему Голокосту та тих, хто вижив під час нього, творці консультувались з Фондом Шоа Стівена Спілберга. Ролі тих, хто пройшов кола Голокосту, виконали реальні колишні в'язні нацистських концтаборів.

## Сприйняття

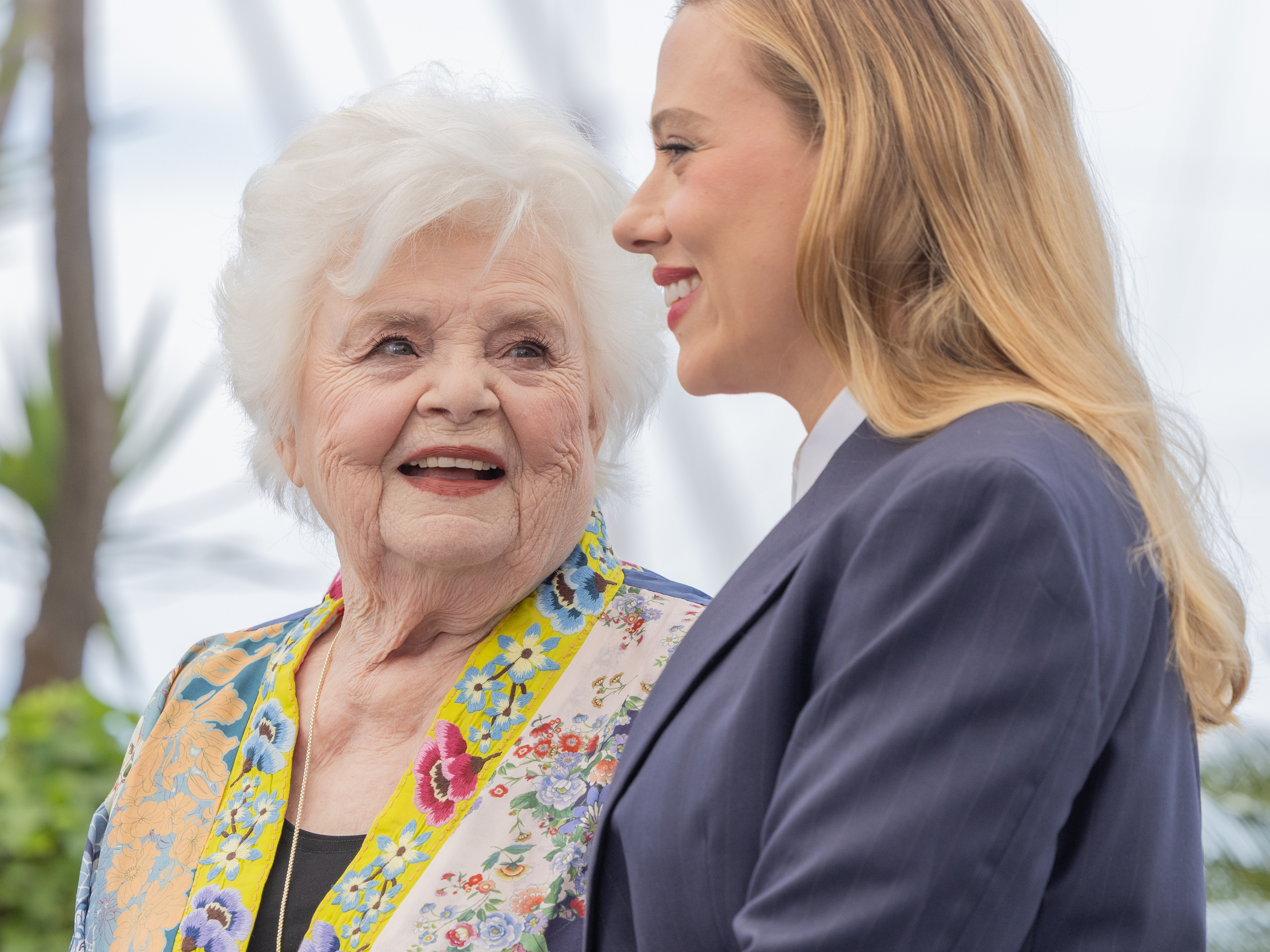
Джун Сквібб (ліворуч) і Скарлетт Йоганссон на каннській прем'єрі фільму, травень 2025 року

Після завершення каннського показу аудиторія аплодувала стоячи 5 хвилин. Критика зустріла фільм неоднозначно. «Його м'якому, сентиментальному тону телефільму не вдається пристосуватись до екзистенційного жаху частини основного сюжету, або хоча б другорядного питання — коли (і чи варто) залишати близького родича у будинку для літніх людей» — писав критик The Guardian Пітер Бредшоу. «Фільм хитається між комедійними і драматичними сценами, і, хоча Йоганссон проявляє режисерські здібності, цього недостатньо для подолання деяких запаморочливих тональних дисбалансів» — Ловія Г'яркі, The Hollywood Reporter.
Сама Скарлетт Йоганссон так казала про свій режисерський дебют: «Це фільм про єврейську самосвідомість, про дружбу, але в першу чергу — про прощення. Все те, чого ми значно більше потребуємо в наш час. Сподіваюсь, що глядачі пропустять історію Елеонори через себе, як пропустила її я».